# Cornelis van Haarlem
Cornelis Corneliszoon van Haarlem (* 1562 in Haarlem; † 11. November 1638 ebenda) war ein niederländischer Maler und Zeichner, einer der führenden Künstler des Manierismus in den Niederlanden und ein wichtiger Vorgänger von Frans Hals.

## Leben
Er war ein Mitglied der Schule von Haarlem, die stark beeinflusst durch die Arbeiten von Bartholomäus Spranger war. Er malte vor allem Porträts ebenso wie mythologische und biblische Themen. Ursprünglich malte er großformatig, hoch stilisiert und arbeitete mit einer grotesken, unnatürlichen Anatomie. Später bekamen seine Arbeiten eher einen naturalistischen Charakter.

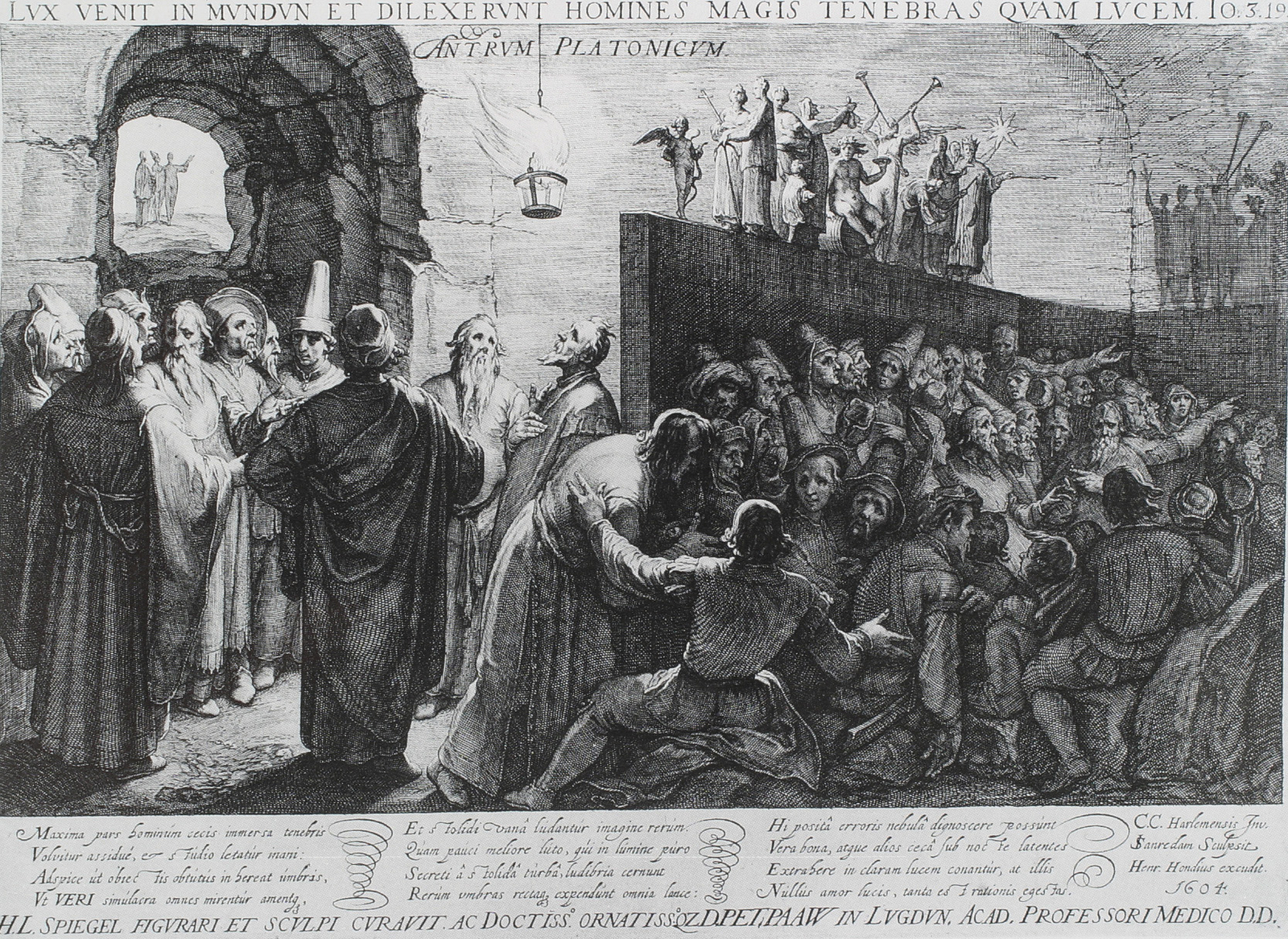
Das Höhlengleichnis in einem Stich von Saenredam (1604)

So malte er um 1600 eine der wenigen Darstellungen des Höhlengleichnisses von Platon. Dieses Ölgemälde ist heute verloren, aber in einem 1604 von Jan Saenredam angefertigten Kupferstich wiedergegeben.
Cornelis war mit Marietje Deyman verheiratet, Tochter des Bürgermeisters Arent Pieters Deyman und Mitglied einer bekannten Bürgerfamilie in Haarlem.

## Werke

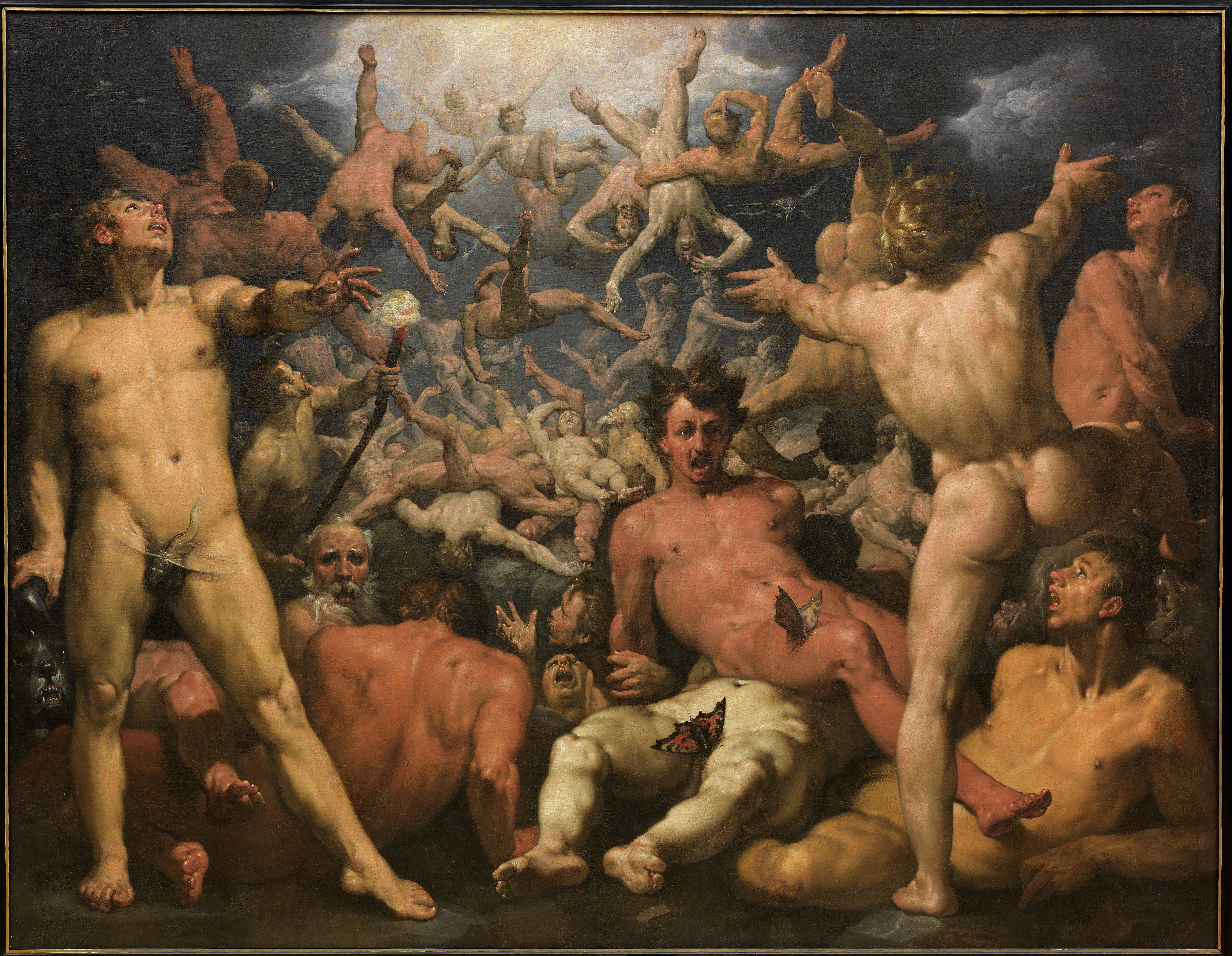
Sturz der Titanen (1588)
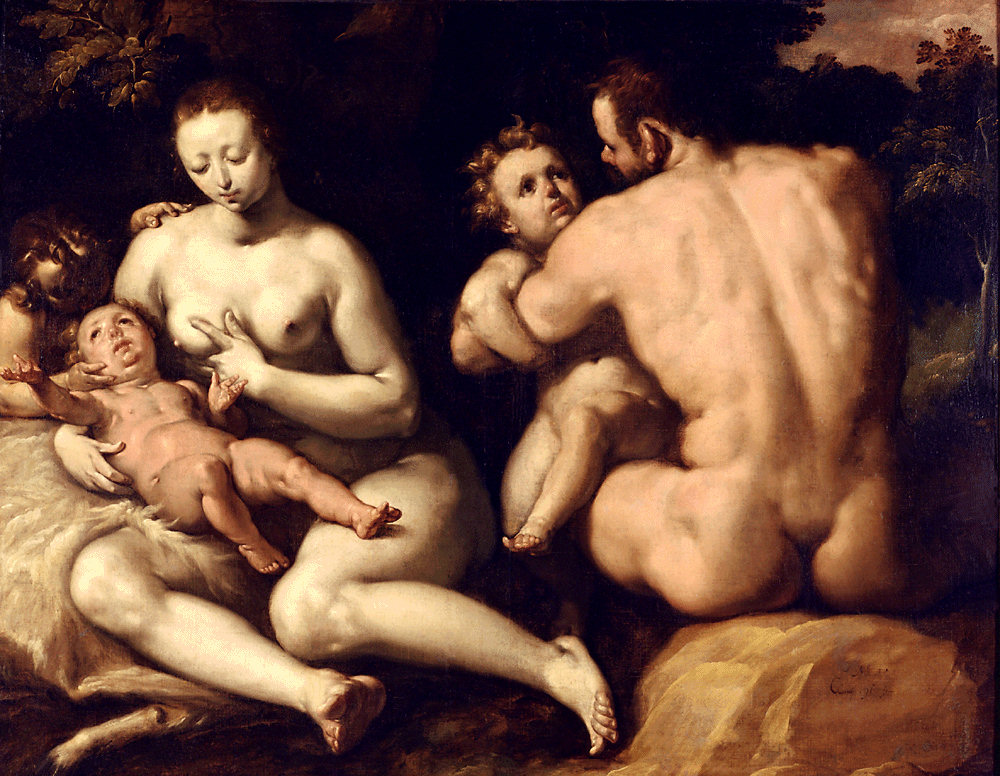
Die erste Familie (Noah und Familie) (1589)
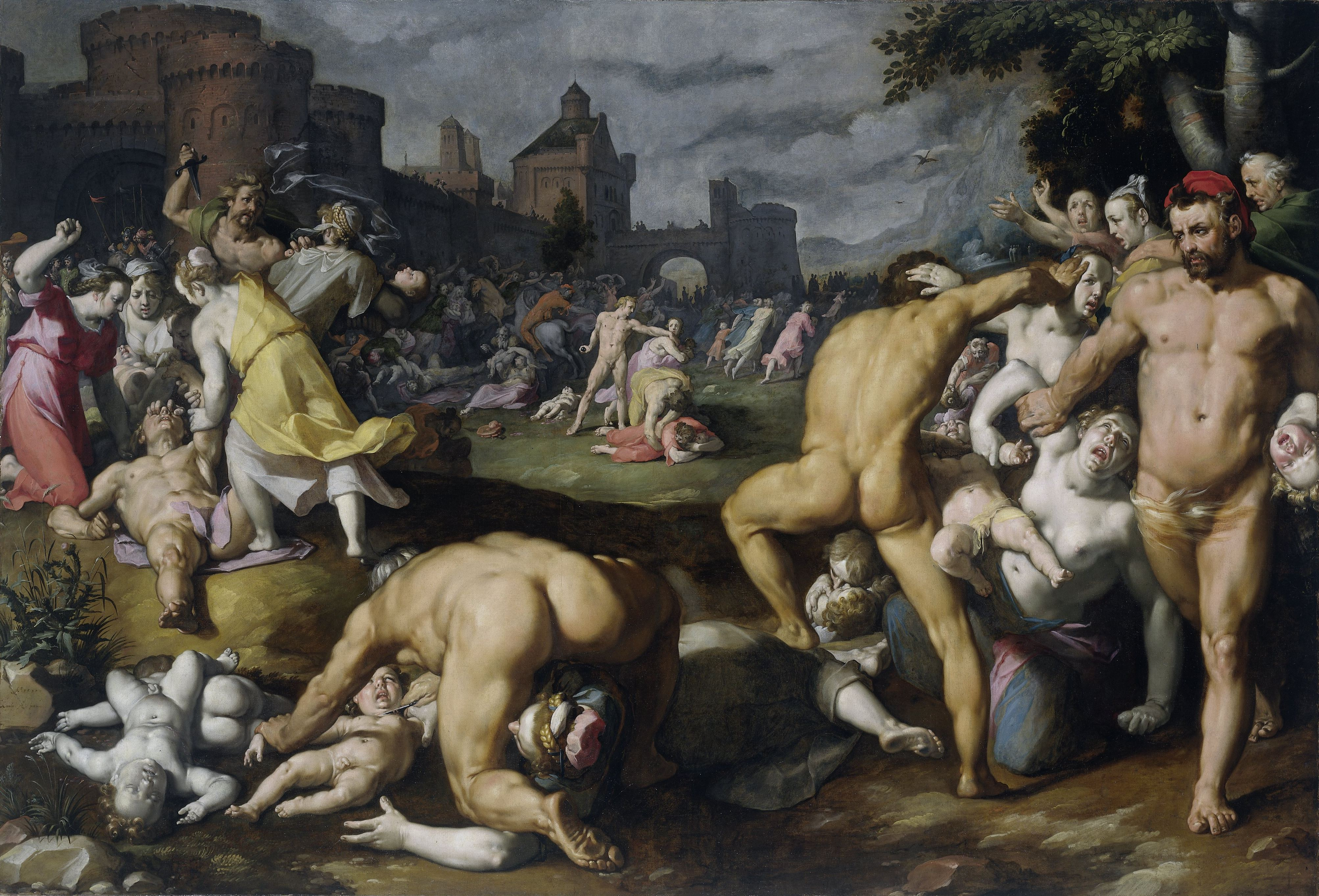
Kindermord in Betlehem (1590)
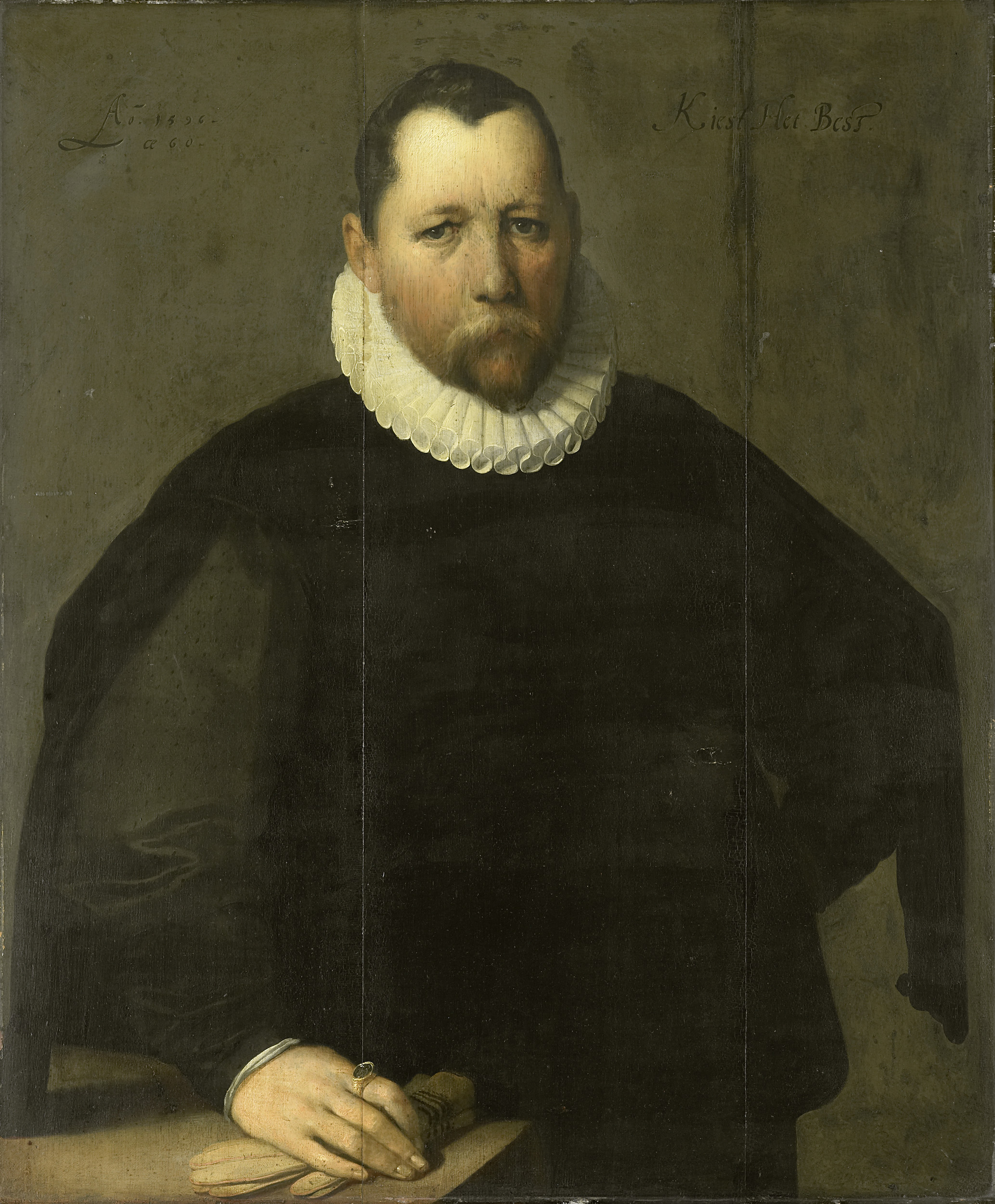
Porträt Pieter Jansz Kies  (1596)
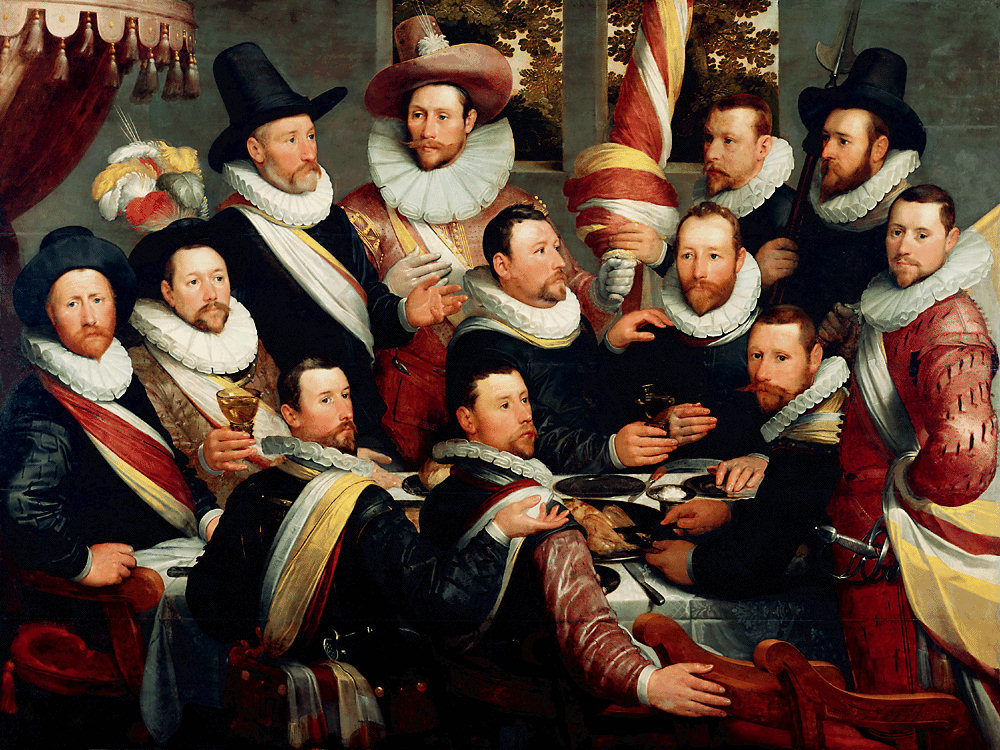
Bankett der Offiziere der Kompanie St. Georg (1599)
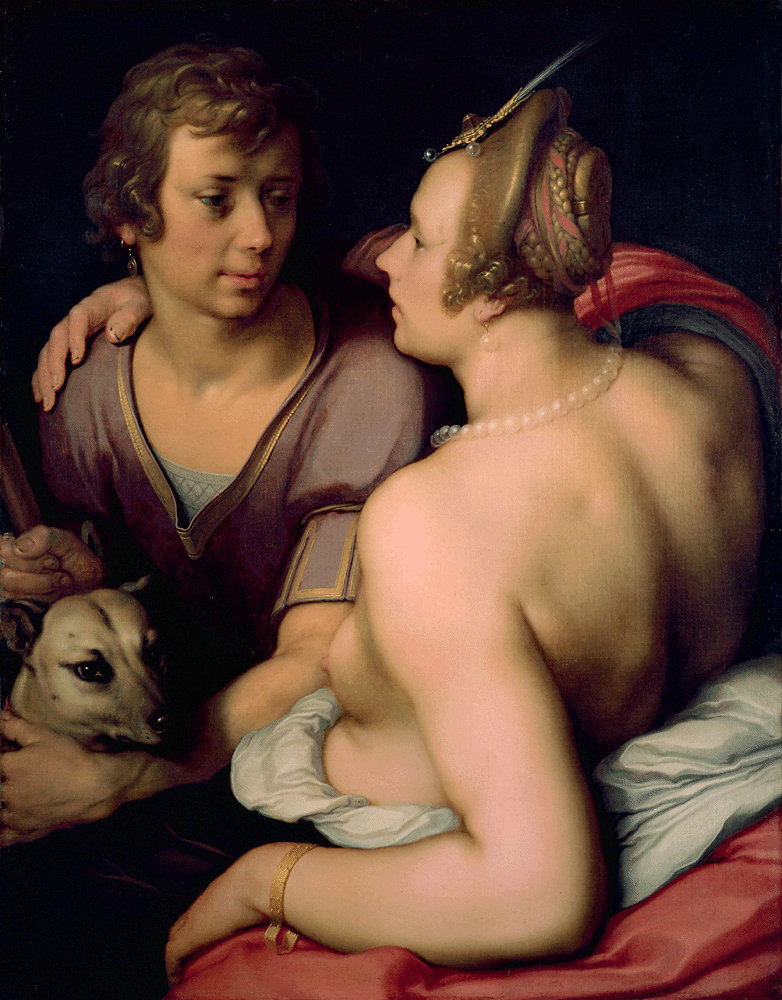
Venus und Adonis (1614)
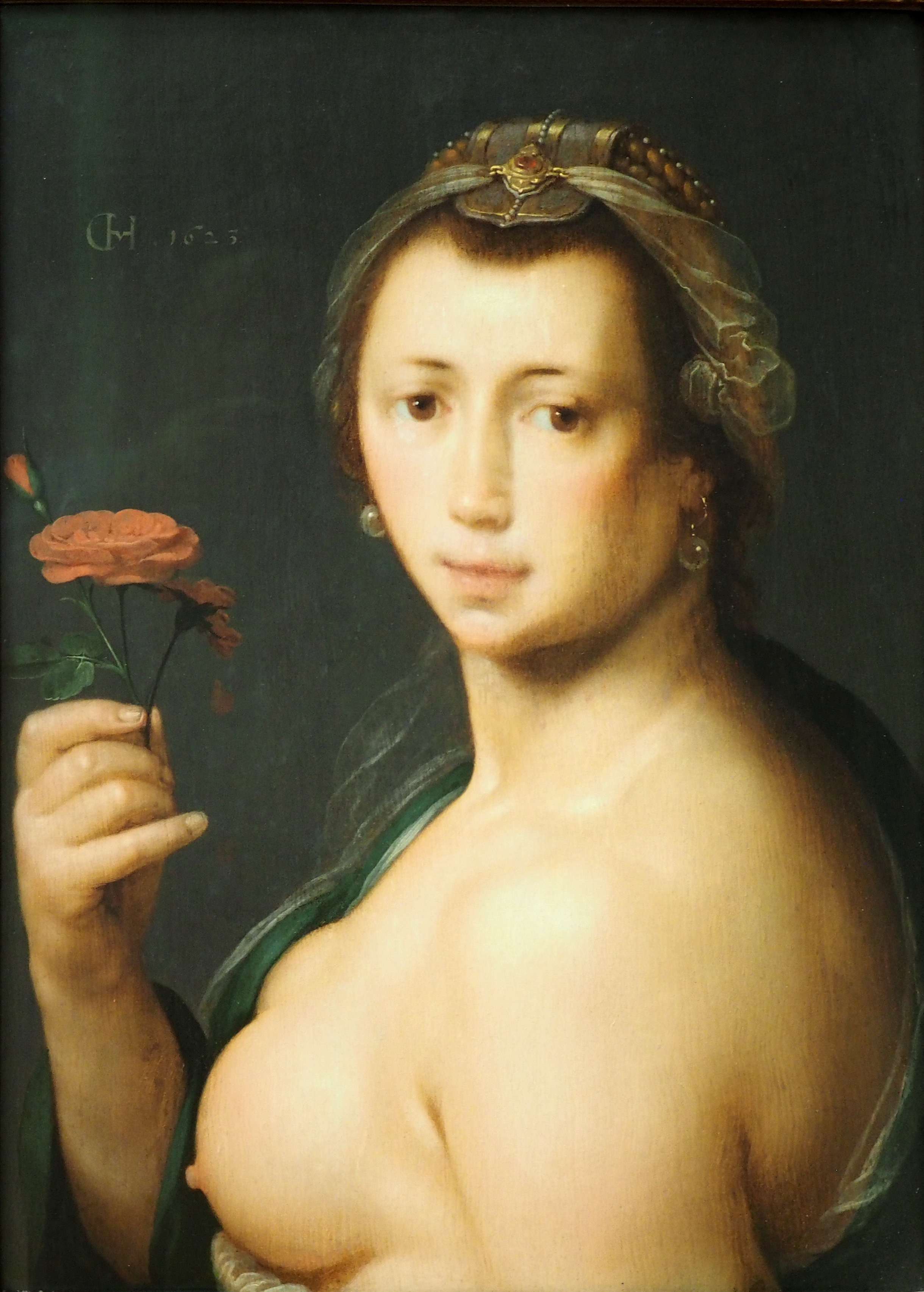
Weiblicher Halbakt mit Rose (1623)

## Ausstellung
- 2012: De hollandse Michelangelo. Cornelis van Haarlem 1562–1638, Frans-Hals-Museum, Haarlem.